# Бунар (1. сезона)
Прва сезона драмске телевизијске серије Бунар премијерно је емитована од 5. новембра до 10. децембра 2022. године,  на Суперстар ТВ.

## Радња
Бунар је место где се чува вода а вода значи живот. Ова серија је драма егзистенцијализма и потрага за смислом и одговором зашто постојимо на овом свету.
Главни јунак приче - професор филозофије Радомир Павловић тражи управо то - смисао.
Он је на врхунцу своје моћи када крене на тај пут - довољно млад у четрдесетим а опет недовољно стар да разуме све што ће га на том путу снаћи. Склон свему а опет ничему није.
Радомир има 45 година и нигде је и све је и ништа није.
На почетку приче Радомир је најлепши, најлогоречнији, свемушти и успешан професор омиљен у медијима и писац култне књиге - али један догађај мења све и све се то руши преко ноћи.
Иде у своју родну кућу, родно село у центру Шумадије које више није онакво каквим га он памти.
Има оних повратака који нас не врате себи него нас још више удаље од нас самих. Некад их бирамо, некад нас затекну или немамо избора а некад нас одведу путевима које не можемо ни да сагледамо.
Радомиров пут гледамо и пратимо - на њему ће се укрстити с многима: затеченим, заборављеним, новим и непознатим лицима, и као и сваки сусрет у животу, неминовно ће се променити. У Бунару Радомир гледа свој одраз и тражи одговоре...

## Епизоде
| Бр. у серији | Бр. у сезони | Назив          | Редитељ       | Сценариста    | Премијерно емитовање |
| --- | ------------ | -------------- | ------------- | ------------- | -------------------- |
| 1 | 1            | „Епизода 1.1”  | Маша Нешковић | Игор Ђорђевић | 5. новембар 2022.    |
| На почетку приче упознајемо Радомира кад му је свет под ногама - студенти га обожавају, гостује по тв емисијама чиме излуђује декана, али не обраћа много пажње на то. Избегава долазак на годишњицу смрти своје жене Наде, због чега га окривљује његова рођена сестра Наца, али пристаје на ручак код свастике Миље и њене ћерке. Једно сазнање мења све и присиљен је преко ноћи да напусти дотадашњи живбт и дође у родно село у којем се дешавају многе чудне ствари, како њему тако и свима око њега... |              |                |               |               |                      |
| 2 | 2            | „Епизода 1.2”  | Маша Нешковић | Игор Ђорђевић | 6. новембар 2022.    |
| У селу се сви окупљају око Радомировог бунара. Он би само да буде сам и заврши оно што је наумио, али га мештани не остављају на миру. Укључујући и његову сестру Нацу којој је само до продаје имања. Халуцинације му постају све чешће и не разуме шта се дешава око њега. Сазнаје да се на део његовог имања населила нека луда, коју сви криве за сушу и невоље у селу. Али, Радомир је само разапет и растрзан сећањем на све оно што је претходило његовом доласку. Долази до страшног открића... |              |                |               |               |                      |
| 3 | 3            | „Епизода 1.3”  | Маша Нешковић | Игор Ђорђевић | 12. новембар 2022.   |
| Полиција нема много разумевања за Радомиров проналазак одсечене шаке, а ни њему у стању у којем се налази, ништа више није важно. Скупља снагу за обрачун са самим собом и ђаволом у себи, прихватајући своју кривицу. Наца примећује осцилације у његовом понашању, жели да му организује рођендан и сеоску славу, али њега ништа не дотиче. Зато не примећује да узнемиреност свих сељана око бунара није само због несташице воде, већ ту има много више... |              |                |               |               |                      |
| 4 | 4            | „Епизода 1.4”  | Маша Нешковић | Игор Ђорђевић | 13. новембар 2022.   |
| Након првог сусрета Радомира и тајанствене жене из шуме, прича се враћа на свој почетак, односно њен долазак у село и живот који је водила пре тога. Упознајемо моћну, на први поглед успешну жену, власницу маркетиншке агенције која може све. У срећној љубавној вези, али иза кулиса таквог живота крије се потпуно другачија реалност која ће је довести до Радомировог села. И наравно, одмах упада у очи сељанима. |              |                |               |               |                      |
| 5 | 5            | „Епизода 1.5”  | Маша Нешковић | Игор Ђорђевић | 19. новембар 2022.   |
| Видели смо ко је тајанствена жена из шуме, али и даље не знамо много о њој. Муж је вара са њеном секретарицом, због тога напушта породични дом у Београду и купује карту у једном смеру. Иако привлачи пажњу мештана, тајанствена жена нерадо и сасвим случајно присуствује разним сеоским малверзацијама и преварама. |              |                |               |               |                      |
| 6 | 6            | „Епизода 1.6”  | Маша Нешковић | Игор Ђорђевић | 20. новембар 2022.   |
| Након што је Радомир пронашао Гргину руку, полиција је незаинтересована за разрешење случаја. Радомира та мисао и даље брине. Само Гргин син зна истину, али је крије од Радомира. Милош и Југ не престају да се мотају око бунара, а зашто им је он тако битан и како је Милош завршио иза решетака, видећемо у наставку приче... |              |                |               |               |                      |
| 7 | 7            | „Епизода 1.7”  | Маша Нешковић | Игор Ђорђевић | 26. новембар 2022.   |
| Радомир је из бунара сасвим случајно извукао џак са дрогом. Он и не слути ко је могао ту да га сакрије. Поверава се свом зету Чеди. |              |                |               |               |                      |
| 8 | 8            | „Епизода 1.8”  | Маша Нешковић | Игор Ђорђевић | 27. новембар 2022.   |
| Чеда саветује Радомира да никоме не помиње шта је нашао у бунару, али Радомир се боји Чедине приче кад попије. Чеда га убеђује да може да му верује. Југ одлази код Цане, роба мора сутра да се испоручи. Шта ће Цана да учини? |              |                |               |               |                      |
| 9 | 9            | „Епизода 1.9”  | Маша Нешковић | Игор Ђорђевић | 3. децембар 2022.    |
| Милош излази из затвора, па са Југом организује одлазак до бунара по робу. Тамо их чека непријатно изненађење. Радомир такође баца бомбу у бунар и убија некога.... |              |                |               |               |                      |
| 10 | 10           | „Епизода 1.10” | Маша Нешковић | Игор Ђорђевић | 4. децембар 2022.    |
| У селу настаје прави хаос - сељани хоће да линчују Радомира што је разнео бунар. Марија нема више стрпљења, узима оружје у своје руке. Полиција стиже у село... |              |                |               |               |                      |
| 11 | 11           | „Епизода 1.11” | Маша Нешковић | Игор Ђорђевић | 10. децембар 2022.   |
| Након што је Радомир запалио дрогу и вратио се у Београд, Малбаша га приморава да постане део његове криминалне екипе и наследи посао Југе и Милоша. Како би исплатио дуг, Радомир то мора да учини, а заузврат ће Малбашина издавачка кућа издати Радомирову књигу. Радомир у Београду није сам. Подршку му пружа Доплерка, која од њега захтева само искреност. Радомир и Доплерка се састају са Јулијом и предочавају јој план за будућност; на Јулији је да одлучи да ли жели да буде породица са Радомиром, иако он признаје да је не воли, али да ће због детета учинити све. У Београд се из италијанског затвора враћа и Југин стриц и састаје са Малбашом, који му не оставља много избора, него да му се повинује. Малбаша је одавно у том послу постао један од главних, поготово откако је Југин стриц завршио иза решетака. Иако нису на истој страни закона, Радомира и Југиног стрица повезује жеља за слободом испред Малбашиних прохтева. Због тога, филозоф и бивши затвореник се састају како би Малбашу заувек вратили у његову домовину, Црну Гору... |              |                |               |               |                      |